# Државни пут 18
Државни пут 18 је државни пут првог Б реда у североисточној Србији, кроз средњи и источни део српског Баната. Овај пут је у целости на подручју Војводине.
Постојећи пут је целом дужином магистрални пут са две саобраћајне траке. По важећем просторном плану републике Србије није предвиђено унапређење датог пута у ауто-пут.

## Траса
| Број деонице | Име деонице                                    | Дужина | Коментар                                             |
| ------------ | ---------------------------------------------- | ------ | ---------------------------------------------------- |
| 2062         | Зрењанин З (Вршац) - Сутјеска                  | 22,2   | Укрштање са путем Р123 у Сутјесци                    |
| 2063         | Сутјеска - Сечањ 1 (Јаша Томић)                | 6,3    | Укрштање са путем Р123.5 у Сечњу                     |
| 2064         | Сечањ 1 (Јаша Томић) - Сечањ 2 (Неузина)       | 1,4    | Насељска деоница; Укрштање са путем Р123.3 код Сечња |
| 2065         | Сечањ 2 (Неузина) - Пландиште                  | 37,7   | Укрштање са путем Р125 у Пландишту                   |
| 2066         | Пландиште - Вршац 1 (Зрењанин)                 | 21,4   | Укрштање са путем М1.9 у Вршцу                       |
| 2021         | Вршац 1 (Зрењанин) - Уљма                      | 13,7   | Преклоп са путем М1.9                                |
| 2067         | Уљма - Стража                                  | 15,9   | Укрштање са путем Р126 у Стражи                      |
| 2068         | Стража - Бела Црква                            | 11,4   | Укрштање са путем Р115 у Белој Цркви                 |
| 2069         | Бела Црква - Калуђерово (граница са Румунијом) | 17,1   | Гранични прелаз Калуђерово                           |